# Астрономія в Бангладеш
Астрономія в Бангладеш поступово розвивається приблизно з середини XX століття, але все ще представлена досить обмежено. Головними аматорськими астрономічними організаціями в країні є Анушандхітшу Чакра (Anushandhitshu Chakra, засн. 1975), Астрономічне товариство Бангладеш (Bangladesh Astronomical Society, засн. 1985) і Бангладеська астрономічна асоціація (Bangladesh Astronomical Association, засн. 1988). Бангладеська організація космічних досліджень і дистанційного зондування працює над космічними програмами і створює власні космічні супутники.

## Історія

### Східний Пакистан
Коли в середині XX століття Бангладеш був провінцією Східний Пакистан у складі Пакистану, в ньому почались сучасні астрономічні дослідження. У цей час у Бангладеш з'явились теоретичні астрономічні дослідження, які тісно межували з дослідженнями з математики. З іншого боку, держава не докладала зусиль до розвитку спостережної астрономії та космічної техніки, оскільки ці галузі були занадто дорогими.

### Незалежний Бангладеш

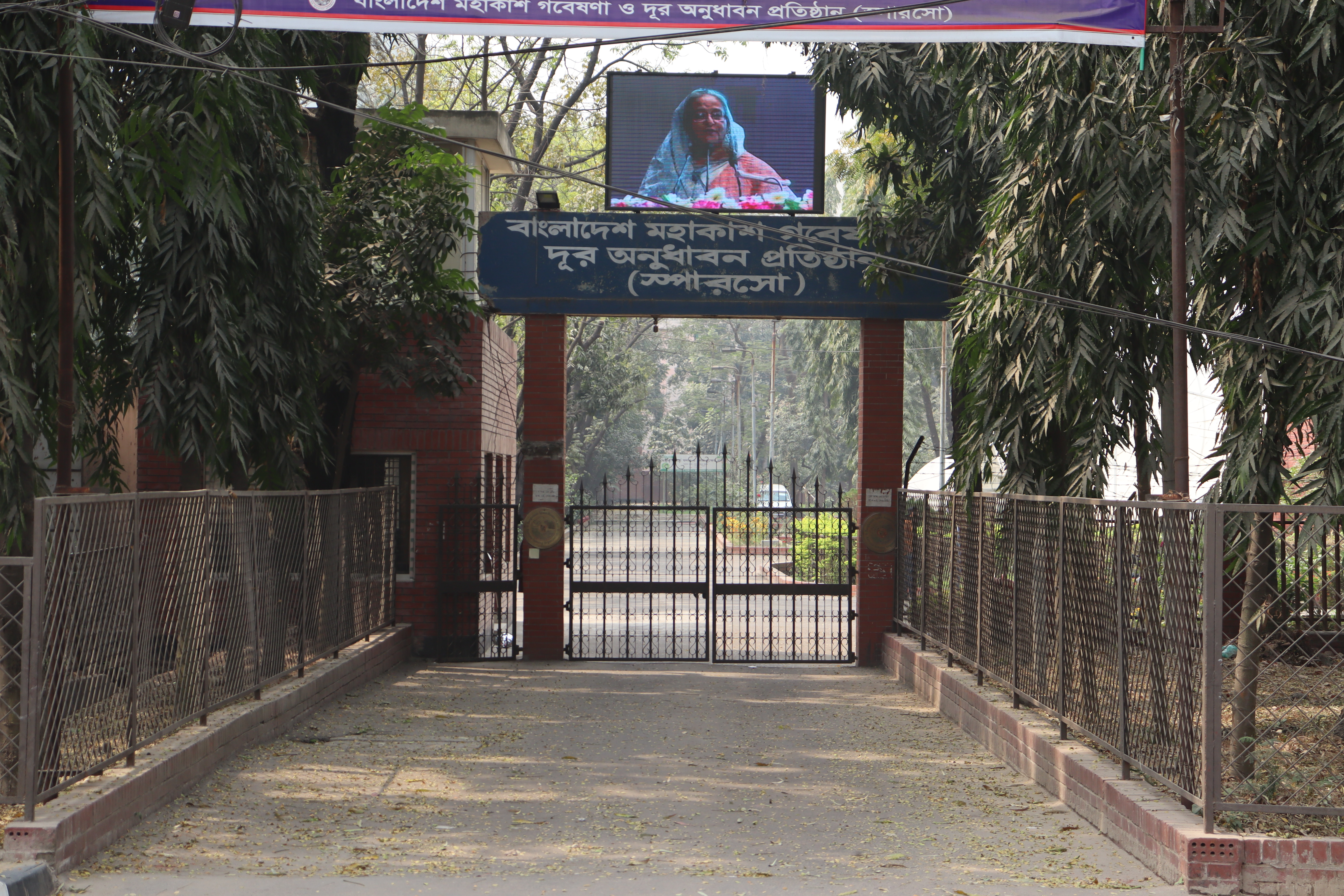
Вхід до Бангладеської організації космічних досліджень і дистанційного зондування

Після здобуття незалежності Бангладеш (1971) кілька науковців та організацій значний посприяли розвитку астрономії у новій країні. Піонер бангладеської астрономії Абдул Джаббар написав низку науково-популярних книг з астрономії бенгальською мовою. Науковий музей Бангладеш 1980 року отримав 10-сантиметровий телескоп-рефлектор і став використовувати його, щоб давати громадськості можливість спостерігати за небом. Крім того, у Науковому музеї Бангладеш був створений міні-планетарій на десять місць для ознайомлення астрономів-любителів з нічним небом. 1985 року почало працювати Бангладеське астрономічне товариство, але його діяльність була дуже обмеженою та здебільшого фокусувалась на наукових музеях. 1988 року група молодих любителів астрономії заснувала Бангладеську астрономічну асоціацію, яка після цього посіла провідне місце в організації аматорських астрономічних спостережень і популяризації астрономії в країні.
1980 року була утворена Бангладеська організація космічних досліджень і дистанційного зондування (Space Research and Remote Sensing Organization, SPARRSO), яка відтоді виконує функції державного космічного агентства та займається астрономічними дослідженнями й застосуванням космічних технологій. 2018 року організація запустила перший бангладеський супутник Bangabandhu-1.

## Організації

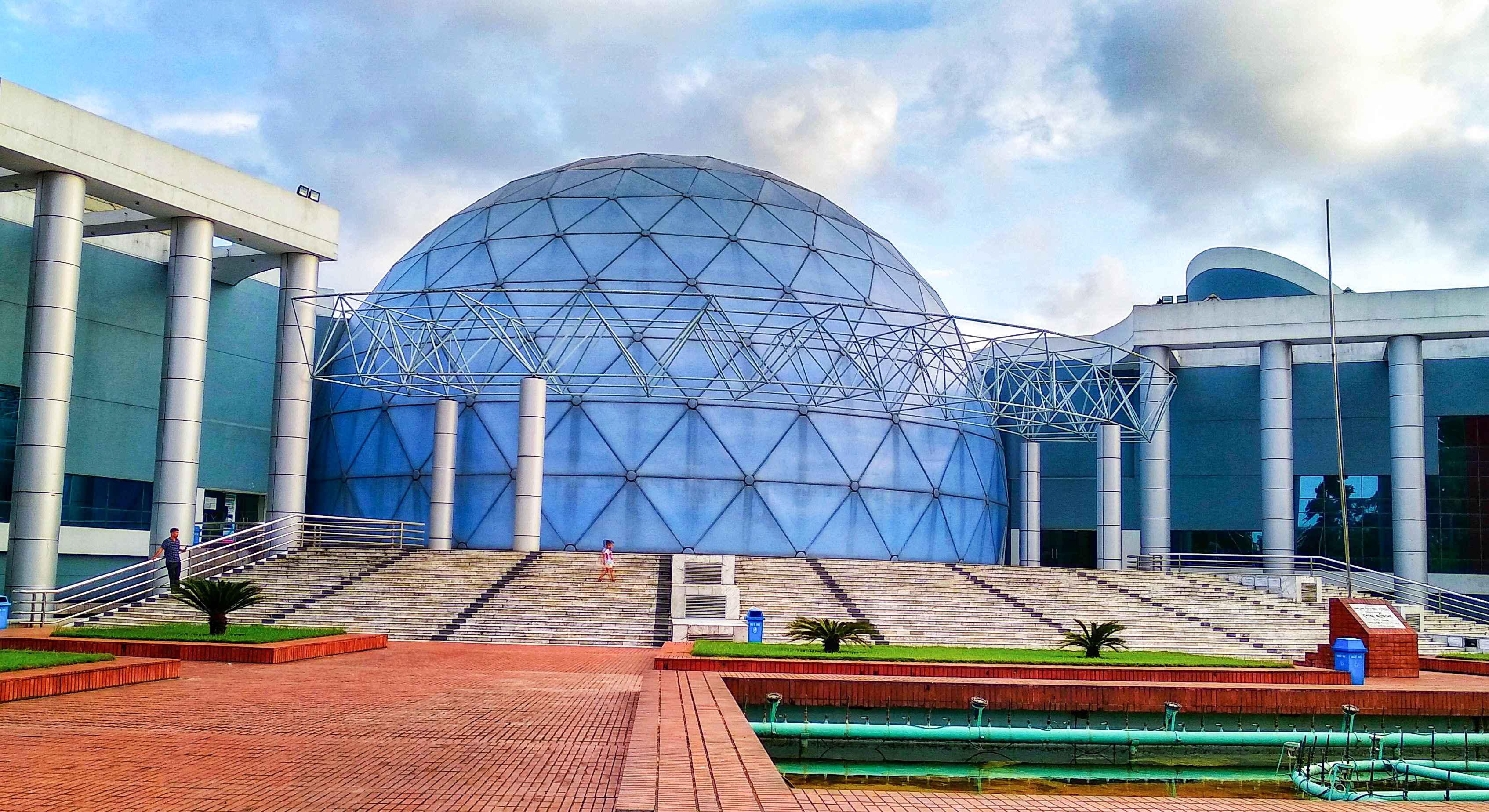
Новий театр Бангабандху шейха Муджибура Рахмана — найбільший планетарій Бангладеш

- Анушандхітшу Чакра (Anushandhitshu Chakra, засн. 1975)
- Астрономічне товариство Бангладеш (Bangladesh Astronomical Society, засн. 1985)
- Бангладеська астрономічна асоціація (Bangladesh Astronomical Association, засн. 1988)

## Популяризація астрономії
Найбільшим планетарієм в Бангладеш є Новий театр Бангабандху шейха Муджибура Рахмана. Він має 21-метровий купол на 275 глядачів.